# Basílica de San Severino (Colonia)

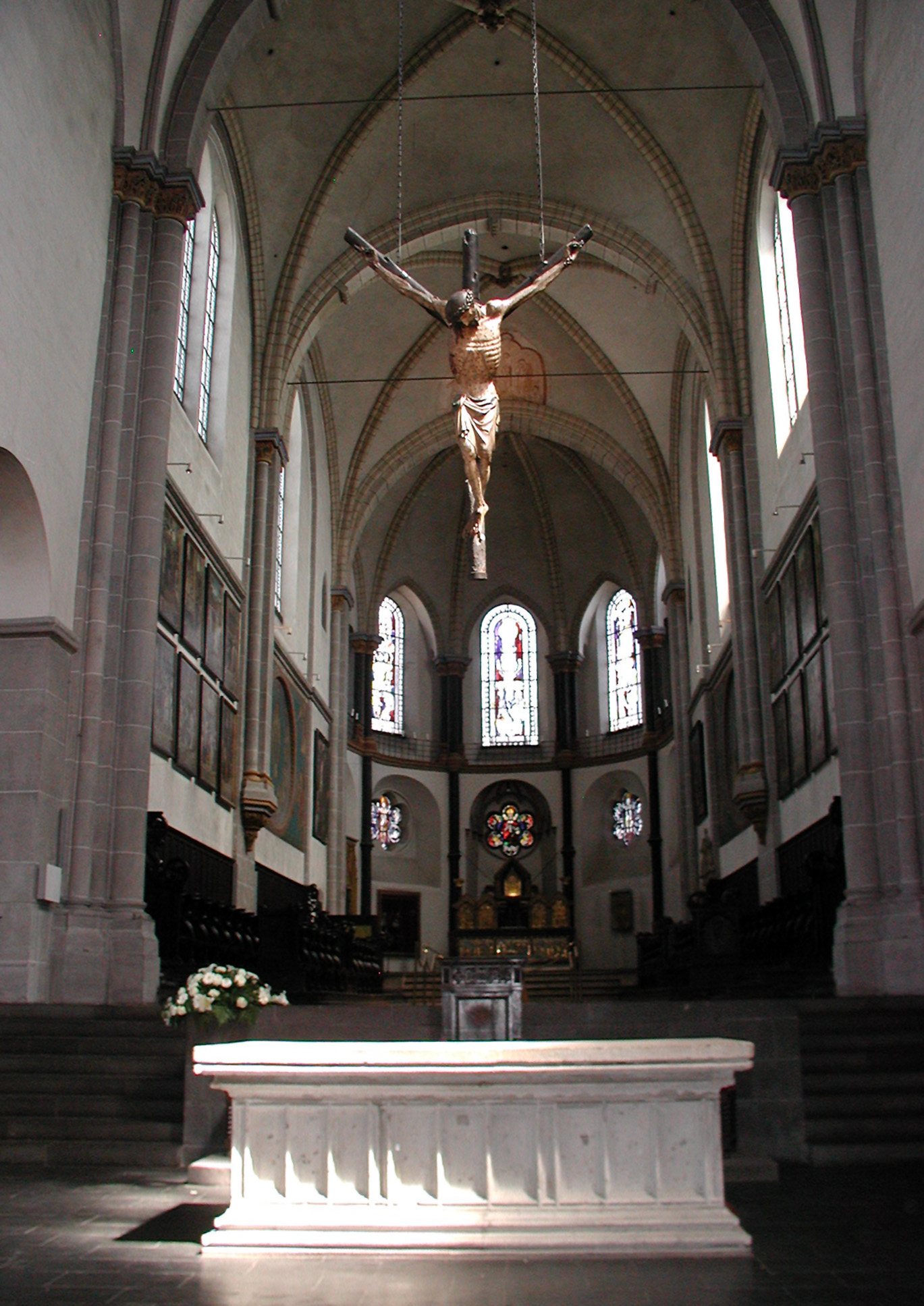
Vista interna

La basílica de San Severino (en alemán: Basilika St. Severin) es una iglesia católica de Alemania con el estatus de basílica menor y de estilo románico situada en el Südstadt de Colonia (Köln). La antigua colegiata está dedicada a san Severino de Colonia. Es una de los doce basílicas románicas de Colonia.
La iglesia de San Severino se estableció a finales del siglo IV como una capilla conmemorativa y fue ampliada varias veces. Las partes más antiguas de la construcción de hoy se remontan al siglo X. Fue designada una basílica menor por el papa Pío XII en 1953.